# Final Destination 2
Final Destination 2 is een Amerikaanse thriller-horrorfilm uit 2003 geregisseerd door David R. Ellis. De productie is het eerste vervolg op Final Destination.

## Verhaal
Het is een jaar na de tragische crash van vlucht 180. Kimberly Corman (A.J. Cook) gaat met haar vriendin Shaina (Sarah Carter) en twee andere vrienden een week op vakantie. Reizende met de auto van haar vader, gaan zij op weg naar hun eindbestemming: het strand. Vlak voor de stoplichten krijgt zij een visioen over een verschrikkelijke kettingbotsing. In deze kettingbotsing komen veel automobilisten om. In paniek blokkeert zij even later de oprit van de snelweg, wat een kleine file veroorzaakt. Als zij door een agent staande wordt gehouden en zij de agent van haar visioen vertelt, vindt er een enorme kettingbotsing plaats. Daarbij ramt een vrachtwagen tevens haar auto, met haar vrienden als inzittenden, maar Kimberly kan net op tijd van de vluchtstrook worden geduwd door de agent. De mensen die door de actie van Kimberly niet om het leven zijn gekomen: politieman Burke, Eugene Dix, Rory Peters, Katherine Jennings, Nora Carpenter, haar zoon Tim Carpenter en lottowinnaar Evan Lewis worden in navolging allemaal ondervraagd op het politiebureau. Ook krijgen zij psychische hulp aangeboden. Eugene vertelt de andere overlevenden het verhaal van vlucht 180. Hier had een student ook een visioen over het vliegtuig dat neerstortte. Een aantal mensen ging van het vliegtuig. Het ongeluk gebeurde echt. Daarna begonnen alle overlevenden te overlijden. Dit zet Kimberley aan het denken.

### Het eerste slachtoffer: Evan Lewis
Evan Lewis heeft eerder de lotto gewonnen en van het geld spullen gekocht die hij in zijn appartement neerzet. Er staat nog een pan met restjes oude spaghetti. Evan gooit deze spaghetti door het raam naar buiten en doet loempiaatjes in de pan, waarbij hij olie morst op de gaspit. Ook pakt hij een doosje mie dat opgewarmd moet worden. Als Evan niet kijkt valt er een magneetje van de koelkast in het doosje dat hij vervolgens, met de magneet erin, in de magnetron zet. Daarna gaat Evan zijn spullen bekijken. Hij heeft een mooie ring gekocht en als de ring in de gootsteen valt, stopt Evan zijn arm erin om hem te pakken. De arm, waar hij het horloge om heeft, raakt hierdoor beklemd in de gootsteen. Het magneetje in de mie zorgt ervoor dat de magnetron begint te vonken. Tegelijkertijd slaat de vlam in de pan. Evan probeert het vuur in de pan te doven door er met een handdoek op te slaan. Hierdoor valt de pan echter van het fornuis af waardoor de brand overslaat op de rest van het huis. Evans horloge knapt hierdoor en hij krijgt zijn arm op tijd los. Hij probeert het vuur, dat heel groot geworden is, te doven met de brandblusser. Als dit niet lukt wil Evan via de ramen ontsnappen. Deze vallen dicht, waardoor Evan een raam in moet gooien met een stoel. Hij kruipt uit het raam en klimt naar beneden met de brandladder. Op dat moment ontploft Evans appartement. Evan springt het laatste stuk naar beneden (de ladder wil niet verder naar omlaag) en wil weglopen. Dan glijdt hij uit over de spaghetti, waardoor hij met zijn rug in het glas van het raam valt. De ladder valt naar beneden en blijft hangen boven zijn hoofd. Evan slaat een kreet van opluchting en de ladder valt verder naar beneden door zijn oogkas.

### Het tweede slachtoffer: Tim Carpenter
Kimberley gelooft na het ongeluk dat er iets is achtergebleven. Daarom gaat ze op zoek naar Clear Rivers, de enige overlevende van de vliegramp vlucht 180. Clear weigert haar te helpen uit zelfbehoud. Clear vertelt Kimberley te letten op bepaalde tekens en waarschuwingen. Kimberley zal als laatste sterven omdat de politieman, officier Burke, haar leven redde. Ook blijkt dat de Dood de slachtoffers in omgekeerde volgorde opzoekt. De Dood doet dit om Clear alsnog te pakken te kunnen krijgen. Het volgende slachtoffer zal dus Tim Carpenter zijn. De dood van Tim zal iets met duiven te maken hebben. Tim gaat naar de tandarts. Tijdens de behandeling gaat de tandarts weg omdat er een duif door het raam van de wachtkamer naar binnen vliegt. Een plastic vis valt van een mobiel en komt in Tims mond terecht, die hij niet dicht kan doen vanwege de klem die de tandarts hem gegeven heeft. De vis begint langzaam in Tims keelgat te kruipen waardoor hij dreigt te stikken. Hij wordt op het nippertje gered door de tandartsassistente. Als Tim en zijn moeder weggaan proberen Kim en Burke hem te waarschuwen voor de duiven. Tim jaagt de duiven weg en deze vliegen alle kanten op.
Een man die een kraan met een glasplaat bestuurt slaat tegen een aantal hendels. Hierdoor valt de glasplaat naar beneden en plet Tim, terwijl Nora geschrokken toekijkt.

### Het derde slachtoffer: Nora Carpenter
Kimberley waarschuwt Nora dat zij als volgende zal sterven. Nora trekt zich hier weinig van aan omdat ze veel verdriet heeft om Tim. Ze gaat weg en stapt in de lift. Haar mobiel valt en ze bukt om hem op te rapen. Achter haar staat een man die een mand met onderdelen van paspoppen vast heeft. Nora's haar blijft aan de haken van de onderdelen vasthaken wanneer ze terug opstaat. Ze schrikt hiervan zo hard dat ze onmiddellijk de lift uit wil stappen. Als de deuren sluiten op het moment dat Nora in de opening staat, komt ze met haar hoofd vast te zitten. De bediening van de lift begeeft het door een kortsluiting en de lift gaat omhoog, waardoor ze onthoofd wordt.

### Het vierde slachtoffer: Katherine "Kat" Jennings
Clear besluit Kimberley toch te helpen. Ze ontdekken dat een van de overlevenden zwanger is. Als de baby geboren wordt voor ze sterft mislukt het plan van de Dood en zijn alle anderen gered. Burke, de politieman, stelt alles in het werk om er zeker van te zijn dat de Dood de zwangere vrouw niet te pakken krijgt. De vrouw belandt in het ziekenhuis. De overlevenden rijden met een busje naar het ziekenhuis. 
Tijdens de rit ontdekken alle overlevende dat ze in tweede plaats betrokken waren bij de dood van een van de 180-flight studenten. Kat zat in de bus die Terry Chaney aanreed. Eugene werkte op de school waar Valerie Lewton naar overgeplaatst zou worden. Agent Burke's partner zat in de trein die Carter Horton's auto schepte en later Billy Hitchcock onthoofdde. Rory zat op hetzelfde terras als Clear, Alex en Carter voordat Carter werd vermoord door het buildboard. Na aandringen van Clear verteld Kimberly dat zei met haar moeder boodschappen aan het doen was toen de reportage over Todd Wagner werd uitgezonden. Haar moeder werd doodgeschoten toen een stel jongeren haar auto wilde stelen. Clear beseft dat dat de reden is dat de Dood terug werkt deze keer; Om voor eens en altijd met alle losse eindjes af te rekenen. Onderweg verongelukt het busje en knalt het op een stapel buizen. Een van de buizen breekt deels af en doorboort het busje. Het uiteinde van de buis is vlijmscherp en had bijna Kats hoofd ook doorboord. Rory Peters, Burke, Eugene Dix, Kimberley en Clear weten uit te stappen maar Kat zit met haar benen vast en kan niet uit het busje. Als de noodhulp komt wil een veiligheidsman het busje opensnijden om Kat te bevrijden. Door de trillingen van de zaag wordt de airbag geactiveerd. Deze zorgt ervoor dat Kats hoofd doorboord wordt met het uiteinde van de buis.

### Het vijfde slachtoffer: Rory Peters
Door het ongeluk is de benzinetank van het busje opengescheurd door een rots. Er druipt nu benzine door een onderliggende buis heen. Als Kat sterft valt haar nog brandende sigaret in de buis. Het vuur gaat onmiddellijk naar de tank, waardoor er een ontploffing ontstaat. Door de ontploffing wordt het hek met prikkeldraad weggeblazen, die Rory in drie stukken snijdt.

### De laatste slachtoffers: Eugene Dix en Clear Rivers
Als gevolg van het ongeluk heeft Eugene een klaplong. Hij wordt naar hetzelfde ziekenhuis gebracht als waar de overlevende vrouw bevalt. In Eugenes kamer zorgt de Dood ervoor dat er gas uit een tank vrijkomt. De tank staat op een plateau met wielen dat langzaam de zuurstoftoevoer afknelt.
Eugene begint moeilijker te ademen en dreigt zelfs te stikken. Inmiddels is de vrouw bevallen en Eugene's zuurstof begint weer goed te werken. Maar Kimberley ziet in een visioen dat de vrouw niet sterft in de kettingbotsing. Dit betekent dat de Dood hen nog steeds achternazit. Eugene is in dat geval de volgende. Clear gaat naar Eugene's kamer om te kijken hoe het met hem gaat. De stekker gaat uit het stopcontact, wat een vonk veroorzaakt. Hierdoor wordt het gas aangestoken en er volgt een explosie waarbij zowel Eugene als Clear omkomen.

### Het buitenstaande slachtoffer: Brian Gibbons
Nadat Kimberly zowat verdronk, zijn zij en Thomas Burke uitgenodigd door de familie Gibbons, die ze geholpen hebben na het ongeluk waarbij Kat overleed. Hun zoon, Brian, werd na het ongeluk met de bus bijna overreden door een perswagen maar net op tijd weggeduwd door Rory. Als Brian gaat kijken of het vlees gaar is, ontploft de barbecue. Zijn arm belandt op het bord van zijn moeder.

## Rolverdeling
| Acteur              | Personage                | Opmerkingen  |
| ------------------- | ------------------------ | ------------ |
| Ali Larter          | Clear Rivers             |              |
| A.J. Cook           | Kimberly Corman          |              |
| Michael Landes      | Officier Thomas Burke    |              |
| Tony Todd           | William Bludworth        | Lijkschouwer |
| Terrence C. Carson  | Eugene Dix               |              |
| Jonathan Cherry     | Rory Peters              |              |
| Keegan Connor Tracy | Katherine "Kat" Jennings |              |
| Lynda Boyd          | Nora Carpenter           |              |
| James Kirk          | Tim Carpenter            |              |
| David Paetkau       | Evan Lewis               |              |
| Justina Machado     | Isabella Hudson          |              |
| Sarah Carter        | Shaina                   |              |
| Alex Rae            | Dano                     |              |
| Shaun Sipos         | Frankie                  |              |
| Andrew Airlie       | Mr. Corman               |              |

## Ontvangst
Final Destination 2 werd uitgebracht op 31 januari 2003 en werd door het publiek relatief slecht ontvangen. Op Rotten Tomatoes heeft de film een score van 48% op basis van 111 beoordelingen. Metacritic komt op een score van 38/100, gebaseerd op 25 beoordelingen. In 2006 werd een vervolgfilm uitgebracht onder de naam Final Destination 3.